# نادي ألكوركون
ألكوركون (بالإسبانية: AD Alcorcón)‏ هو فريق كرة قدم يلعب في القسم الثاني الإسباني. تأسس سنة 1971. أصبح هذا الاسم معروفاً عند المتتبع الرياضي فهو يُتداول يومياً عند أنصار نادي برشلونة بعد أن فاز النادي على العدو اللدود ريال مدريد 4-0 واقصاه من مسابقة كأس ملك إسبانيا في 2009 .